# Dust & Dirt
| Recensione          | Giudizio |
| ------------------- | -------- |
| Entertainment Focus | 4/5      |

Dust & Dirt è il sesto album in studio del cantautore statunitense Jace Everett, pubblicato il 5 maggio 2017 dall'etichetta Humphead.
I primi due singoli estratti dal disco sono stati "Woke Up in This Town" e "Love's Not What We Do".
Successivamente sono stati estratti anche "Golden Ring", e "Lowlands" in una versione alternativa cantata assieme a Nicole Hart.
Entertainment Focus ha assegnato al disco il punteggio di 4/5.

## Tracce

### Edizione standard
1. Woke up in this town
2. Green or blue
3. Rescue me
4. Under the sun
5. Golden ring
6. Someplace
7. Free (Don't ask me)
8. Love's Not What We Do
9. Lowlands (feat. Leigh Nash)
10. The Last Gunfighter Ballad